# Константинос Панурияс
Константинос Д. Панурияс (на гръцки: Κωνσταντίνος Δ. Πανουριάς или Πανουργιάς) е гръцки дипломат, консул на Гърция в различни градове на Балканите и в Близкия Изток.

## Биография
Панурияс завършва право. Постъпва на работа във външното министерство и работи като консулски служител.
През март 1885 година Панурияс е назначен за битолски гръцки консул, като остава в града до март 1889 година.
Консул от първи ранг е в сярското гръцко консулство.
През септември 1892 година Панурияс пристига като гръцки консул в Кипър, където наследява Гулиелмос Фонданас. По време на мандата му в Кипър, Панурияс признава дипломата на гръцката гимназия в Никозия за равна на тази от гръцките гимназии в Кралство Гърция. Остава в Кипър до ноември 1894 година, когато е преместен на по-висока позиция в Тунис. Заместен е от бившия гръцки консул в Йерусалим Георгиос Филимон.